# 名誉領事
名誉領事（めいよりょうじ、英語: honorary consul）とは、自国の領事使節が派遣されていない国、または、領事使節が派遣されていない地方都市において、その国民の利益の保護及び外国との文化交流の促進などを図ることを目的として、領事業務を委託するために派遣先国民を任ずる官職、または贈呈される称号。正規の領事（派遣国国籍を持つ外交官）は本務領事と呼ばれる。関連する職名、称号に名誉総領事、名誉副領事がある（名誉副領事については本項で解説）。

## 名誉領事
名誉領事は主に領事館のない国に在住するその国の国民が任命されるが、大企業の経営者や地域の名士が任命される事例が多い。これは多くの場合において名誉領事は名のとおり肩書きだけ・無報酬の名誉職である事による。
日本では外務省設置法に名誉領事に関する規定が設けられている。国民利益の保護や文化交流が主目的であり、旅券・査証の発給や各種証明業務は行っていない。
- 第13条 外務大臣は、外国において外務省の所掌事務の一部を遂行するため必要と認めるときは、名誉総領事又は名誉領事を任命し、これを所要の地に置くことができる。
  - 2 名誉総領事及び名誉領事の職務その他に関し必要な事項は、外務大臣の定めるところによる。

## 名誉副領事
なお、名誉領事に準ずる地位として、名誉副領事（英語: Honorary Vice-Consul）がある。一例として、明治初期、ポルトガルの在日本、名誉副領事としてメースなる人物がいたことが当時の外交記録として残されている。

## 名誉領事となった人物
- 赤尾洋昭 - 在札幌ベルギー王国名誉領事
- 石水勲 - 在札幌コロンビア名誉領事
- 石橋民生 - 在大阪ラトビア共和国名誉領事
- 磯村巖 - 在名古屋オーストリア名誉領事
- 上山英一郎 - 在大阪ユーゴスラビア名誉領事
- 翁長良光 - 在那覇ラトビア共和国名誉領事
- 岡部芳彦 - 在神戸ウクライナ名誉領事
- 鎌田敏行 - 在名古屋イスラエル国名誉領事
- 葛西敬之  - 在名古屋フィンランド名誉領事
- 自見庄三郎 - 在北九州セネガル共和国名誉領事
- 竹内智香 - 在東川スイス名誉領事
- 田中精一 - 在名古屋西ドイツ名誉領事
- 辻卓史 - 在大阪ブータン名誉領事
- 鳥井信吾 - 在大阪デンマーク名誉領事、在大阪スペイン名誉領事
- 二石昌人 - 在名古屋ブルキナファソ名誉領事
- 松坂有祐 - 在札幌フィンランド名誉領事
- 籔本雅巳 - 在大阪ジャマイカ名誉領事
- 吉田總一郎 - 在長野デンマーク名誉領事、在長野フィンランド名誉領事、在長野ノルウェー名誉領事、在長野スウェーデン名誉領事、在長野アイスランド名誉領事
- 和田浩司 - 在神戸コンゴ民主共和国名誉領事

### 文献資料
- 築地居留地硏究会編『築地居留地: 近代文化の原点, 第 1 巻』（亜紀書房、2000年） ISBN 978-4-7505-0016-4
- 新村出編『広辞苑 第六版』（岩波書店、2011年）ISBN 400080121X
- 松村明編『大辞林 第三版』（三省堂、2006年）ISBN 4385139059